# Елантовское сельское поселение
Елантовское сельское поселение — сельское поселение в Нижнекамском районе Татарстана.
Граничит с Кармалинским, Старошешминским, Шереметьевским сельскими поселениями и Новошешминским районом.
В состав поселения входят 2 населённых пункта:
- с. Елантово (административный центр)
- с. Кулмакса

## Население
| 2010 | 2011 | 2012 | 2013 | 2014 | 2015 | 2016 |
| ---- | ---- | ---- | ---- | ---- | ---- | ---- |
| 981  | ↘980 | ↘948 | ↘907 | ↘878 | ↘876 | ↘868 |
| 2017 | 2018 |      |      |      |      |      |
| ↘848 | ↘812 |      |      |      |      |      |

## Границы района
Граница Елантовского сельского поселения по смежеству со Старошешминским сельским поселением проходит от узловой точки 9, расположенной в 2,9 км на юго-восток от поселка Свердловец на стыке границ Елантовского, Кармалинского и Старошешминского сельских поселений, в северо-восточном направлении 980 м по границе лесных кварталов 67, 68 Кушниковского участкового лесничества Государственного бюджетного учреждения Республики Татарстан «Заинское лесничество», далее идет 2,5 км по восточной границе лесных кварталов 68, 70, 71 данного лесничества, затем проходит по сельскохозяйственным угодьям 750 м на юго-восток, пересекая автодорогу без покрытия Старошешминск - Елантово, 920 м на северо-восток, ломаной линией 1,7 км на юго-восток, далее идет в том же направлении 480 м по лесному массиву, затем проходит по северо-западной, северной, восточной границам лесных кварталов 61, 62 Кушниковского участкового лесничества Государственного бюджетного учреждения Республики Татарстан "Заинское лесничество", затем проходит на восток 1,1 км по сельскохозяйственным угодьям, далее идет на северо-восток 680 м по южной границе лесного квартала 60 Кушниковского участкового лесничества Государственного бюджетного учреждения Республики Татарстан "Заинское лесничество", затем проходит на северо-восток 2,7 км по сельскохозяйственным угодьям, 180 м по кустарнику до реки Оши, далее идет 500 м вниз по течению данной реки, затем проходит 3,5 км по юго-восточной границе лесного квартала 43 Кушниковского участкового лесничества Государственного бюджетного учреждения Республики Татарстан «Заинское лесничество» до узловой точки 13, расположенной в 3,4 км на северо-запад от поселка Первомайский на стыке границ Елантовского, Старошешминского и Шереметьевского сельских поселений.
Граница Елантовского сельского поселения по смежеству с Шереметьевским сельским поселением проходит от узловой точки 13 в общем направлении на юго-восток 4,3 км по границе лесных кварталов 39, 44, 49 Кушниковского участкового лесничества Государственного бюджетного учреждения Республики Татарстан «Заинское лесничество» до реки Оши, далее идет 2,2 км вниз по течению данной реки до впадения в реку ручья, затем проходит 2,0 км по данному ручью, далее идет по лесному массиву 180 м на юго-восток и 60 м на юго-запад, затем идет в том же направлении 40 м по сельскохозяйственным угодьям, пересекая автодорогу Шереметьевка - Кармалы, далее идет 4,4 км на восток по северной границе лесного квартала 7 и затем на юго-запад по восточной границе лесных кварталов 7, 17, 30, 43, 56 Урганчинского участкового лесничества Государственного бюджетного учреждения Республики Татарстан «Заинское лесничество» до узловой точки 12, расположенной в 5,3 км на юго-запад от поселка Самоновка на стыке границ Елантовского, Шереметьевского сельских поселений и Новошешминского муниципального района.
Граница Елантовского сельского поселения по смежеству с Новошешминским муниципальным районом проходит от узловой точки 12 по границе Нижнекамского муниципального района до узловой точки 11, расположенной в 6,5 км на юго-запад от села Городище на стыке границ Елантовского, Кармалинского сельских поселений и Новошешминского муниципального района.

Граница Елантовского сельского поселения по смежеству с Кармалинским сельским поселением проходит от узловой точки 11 в северо-восточном направлении 4,9 км по сельскохозяйственным угодьям до ручья, далее идет 3,6 км по данному ручью до реки Шешмы, затем проходит 8,2 км вниз по течению данной реки, далее идет по сельскохозяйственным угодьям 30 м на северо-восток, 160 м на север, 200 м на северо-восток, далее идет в том же направлении 1,5 км по северо-западной границе лесных кварталов 69, 67 Кушниковского участкового лесничества Государственного бюджетного учреждения Республики Татарстан «Заинское лесничество» до узловой точки 9